# Wim Kuijl
Wim Kuijl (1946? – Arnhem, 1 september 2014) was een Nederlands beeldhouwer.

## Leven en werk
Kuijl, ook vermeld als Kuyl, stamt uit een circusfamilie. Hij werd kunstenaar en maakte een aantal figuratieve beelden die in de openbare ruimte zijn geplaatst. In 1996 werd hij geportretteerd door het televisieprogramma Paradijsvogels.
Rond 2000 maakte Kuijl een beeld van de acteur Albert Mol. Voor plaatsing waren onder andere Giethoorn, waar Fanfare was opgenomen, en Mols woonplaats Laren in beeld. In Laren werd het idee aanvankelijk lauw ontvangen. Het beeld werd in 2008 in Giethoorn geplaatst en besloten werd later een afgietsel in Laren te plaatsen. Onenigheid over de financiering daarvan gooide roet in het eten. In Laren werd in 2010 een beeld van Anton ter Braak onthuld.
Kuijls beeld van Simon en Tiny Carmiggelt in De Steeg werd in januari 2012 door koperdieven gestolen en kort daarna in stukken gezaagd teruggevonden. Hij verzorgde zelf de restauratie en een jaar later kon het werk worden herplaatst.
Kuijl leed de laatste jaren van zijn leven aan kanker, hij overleed in een hospice in Arnhem. Het laatste werk van zijn hand, een beeld van de Groesbeekse bezembinder Derk Janssen, werd na zijn overlijden geplaatst.

## Werken (selectie)
- Oude Jan (1977), beeld van kroegbaas Jan Lankwarden, Arnhem
- Tiny en Simon Carmiggelt (1990), De Steeg
- standbeeld van Albert Mol (2010), Giethoorn
- De Bessembiender of Dèt de Vuurbal (2014), Groesbeek

## Afbeeldingen

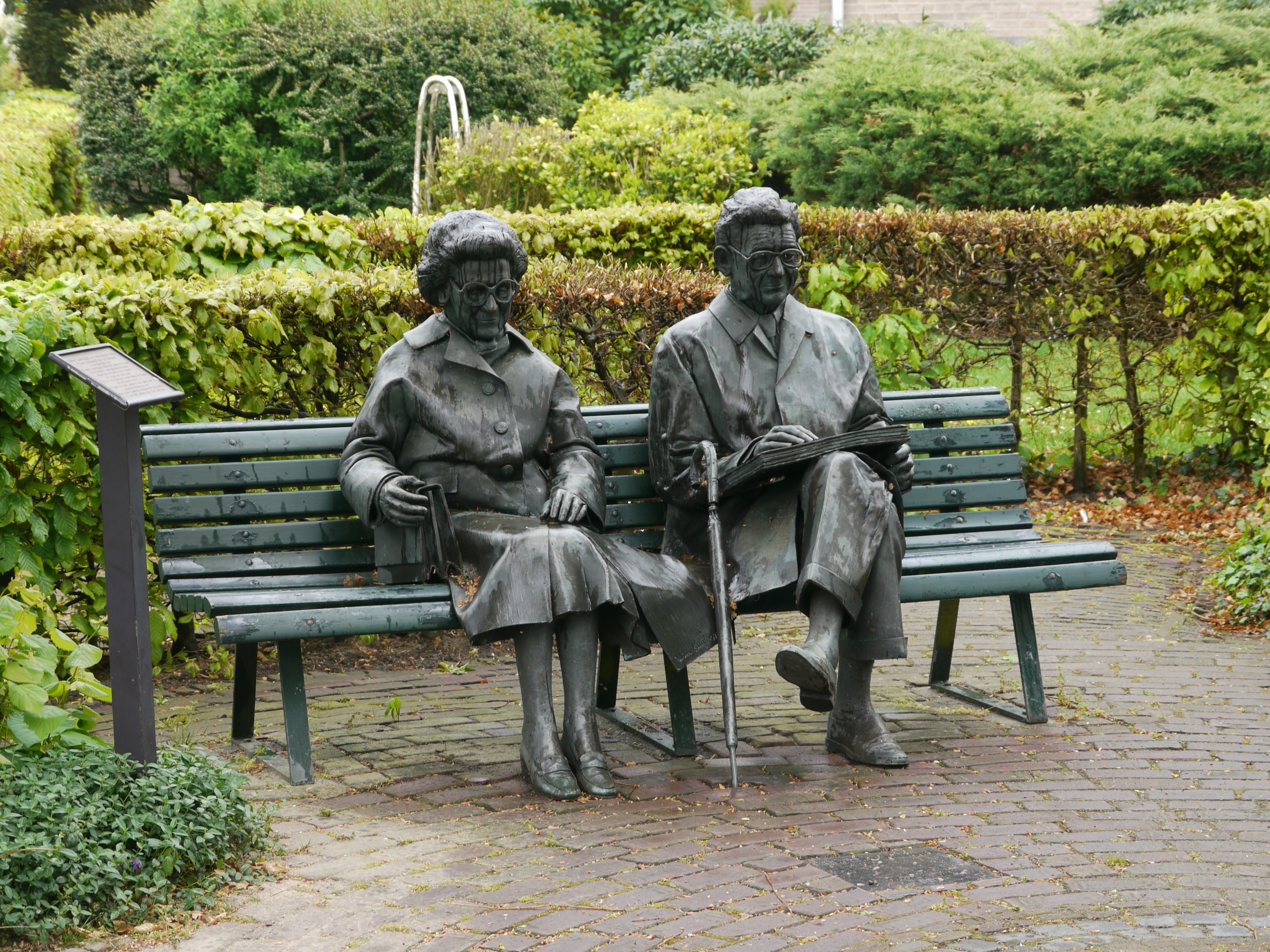
Tiny en Simon Carmiggelt
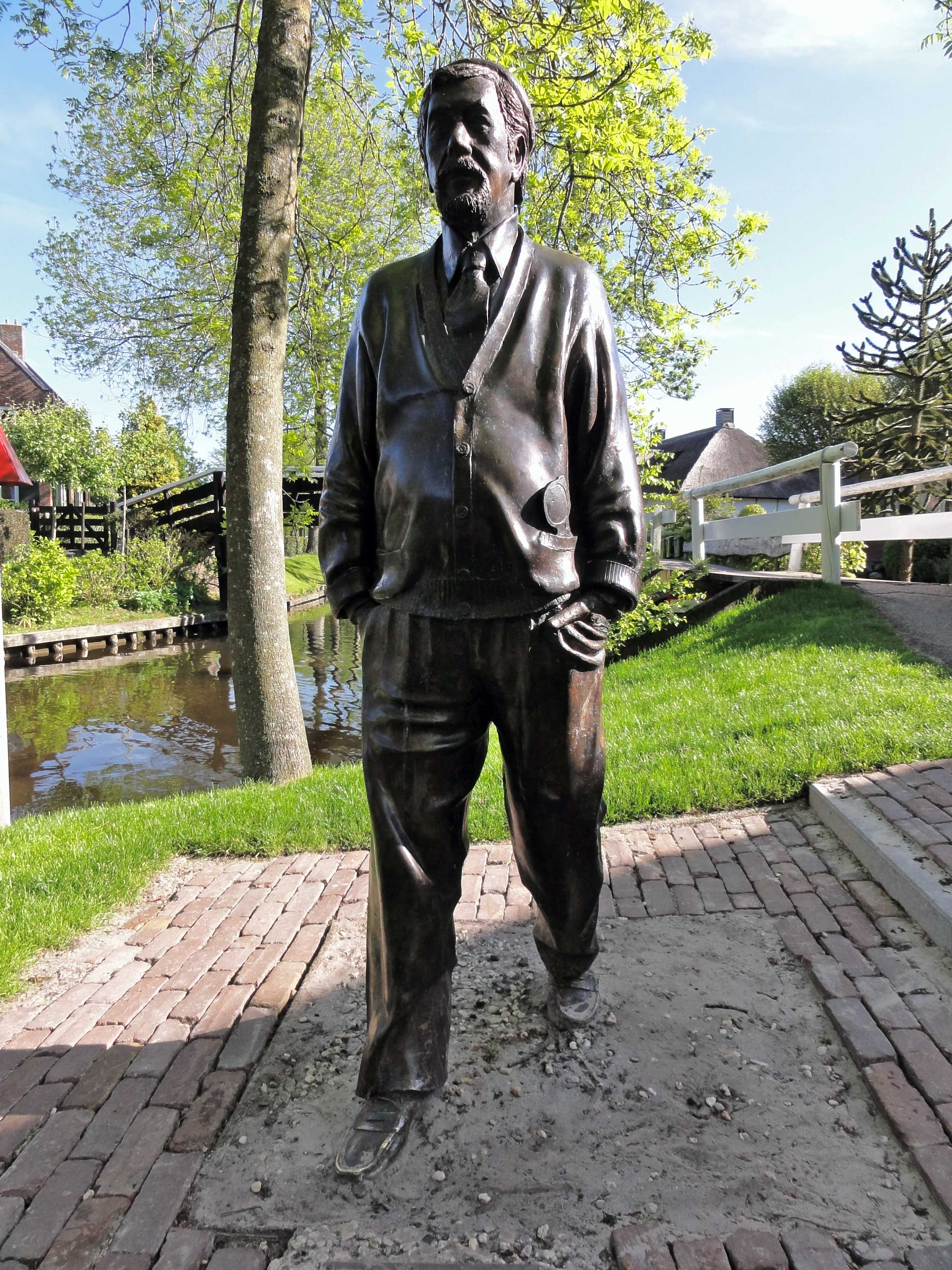
Albert Mol